# Pachycheles monilifer
Pachycheles monilifer är en kräftdjursart som först beskrevs av James Dwight Dana 1852.  Pachycheles monilifer ingår i släktet Pachycheles och familjen porslinskrabbor. Inga underarter finns listade i Catalogue of Life.